# أوليغ دميترييف (لاعب كرة قدم)
أوليغ دميترييف (الروسية: Олег Сергеевич Дмитриев) هو لاعب كرة قدم روسي في مركز الوسط، ولد في 18 نوفمبر 1995 في فيازما في روسيا. لعب مع نادي أتلانتس.

## وصلات خارجية
- أوليغ دميترييف (لاعب كرة قدم) على موقع قاعدة بيانات كرة القدم.إي يو (الإنجليزية)
- أوليغ دميترييف (لاعب كرة قدم) على موقع Soccerway.com (الإنجليزية)
- أوليغ دميترييف (لاعب كرة قدم) على موقع عالم كرة القدم.نت (الإنجليزية)